# Saproscincus oriarius
Saproscincus oriarius är en ödleart som beskrevs av  Ross A. Sadlier 1998. Saproscincus oriarius ingår i släktet Saproscincus och familjen skinkar. Inga underarter finns listade i Catalogue of Life.